# Enrico Cester
Enrico Cester (Motta di Livenza, 16 de março de 1988) é um jogador de voleibol italiano que atua na posição de central.

## Carreira

### Clube
A carreira de Cester começou em 2004, nas categorias de base do Treviso Volley. Ele permaneceu na equipe veneziana por quatro temporadas, obtendo algumas aparições na equipe principal, na Série A1, na qual entrou permanentemente a partir do segundo semestre da temporada 2007–08.
Na temporada 2008–09 foi contratado pelo Pallavolo Città di Castello, na Série A2, enquanto na temporada seguinte, voltou à primeira divisão, jogando pelo Pallavolo Loreto. Continuou a servir na primeira divisão italiana também nos três anos seguintes, respectivamente vestindo as camisas do Umbria Volley, do Top Volley Latina e do recém-promovido New Mater.
Na temporada 2013–14 vestiu a camisa do Porto Robur Costa em Ravenna, onde permaneceu por dois anos, novamente na Série A1, antes de se mudar para o Cucine Lube Civitanova na temporada 2015–16, clube em que jogou por quatro anos, conquistando a Copa Itália de 2016–17, dois campeonatos italiano e a Liga dos Campeões de 2018–19.
Para a temporada 2019–20 o central se transferiu para o BluVolley Verona, enquanto no ano seguinte foi contratado pelo Callipo Sport. Em junho de 2021 foi anunciado como o novo reforço do Gas Sales Bluenergy Piacenza para a temporada 2021–22.

### Seleção
Cester recebeu sua primeira convocação para a seleção adulta italiana em 2013.

## Títulos
Cucine Lube Civitanova
- Liga dos Campeões: 2018–19

- Campeonato Italiano: 2016–17, 2018–19

- Copa Itália: 2016–17

Gas Sales Piacenza
- Copa Itália: 2022–23

## Clubes
| Anos      | Clube                        |
| --------- | ---------------------------- |
| 2005–2008 | Treviso Volley               |
| 2008–2009 | Pallavolo Città di Castello  |
| 2009–2010 | Pallavolo Loreto             |
| 2010–2011 | Umbria Volley                |
| 2011–2012 | Top Volley                   |
| 2012–2013 | New Mater Volley             |
| 2013–2015 | Porto Robur Costa            |
| 2015–2019 | Cucine Lube Civitanova       |
| 2019–2020 | BluVolley Verona             |
| 2020–2021 | Callipo Sport                |
| 2021–     | Gas Sales Bluenergy Piacenza |